# Bikvadratiskt filter

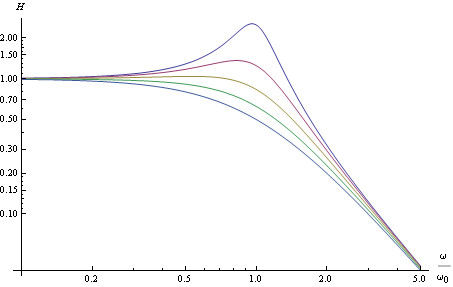
Figur 1. Filtrets överföringsfunktion med k-värdena 0,2, 0,4, 0,6, 0,8 och 1,0 (uppifrån och ner)

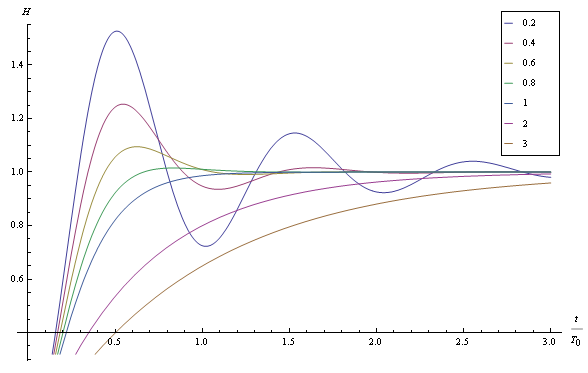
Figur 2. Filtrets stegsvar.

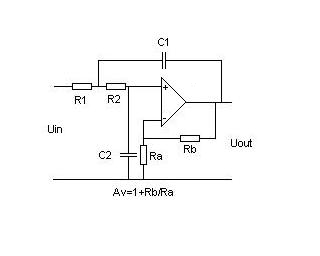
Figur 3. Ett andra ordningens lågpassfilter enligt Sallen and Key

Ett bikvadratiskt filter är en typ av linjärt filter vars överföringsfunktion utgörs av en kvot mellan två funktioner med kvadratiska termer (andragradstermer). Bikvadratiska filter implementeras oftast som aktiva filter.
Ett specialfall av bikvadratiskt filter är lågpassfilter som har polynomet:
{\displaystyle P(s)={\frac {s^{2}}{w_{0}^{2}}}+{\frac {s}{w_{0}}}{\frac {1}{Q}}+1}
med överföringsfunktionen
{\displaystyle H(s)={\frac {1}{P(s)}}}
Om dämpfaktorn definieras som
{\displaystyle k={\frac {1}{2Q}}}
blir beloppsfunktionen
{\displaystyle |H(jw)|^{2}={\frac {1}{(1-(w/w_{0})^{2})^{2}+4k^{2}(w/w_{0})^{2}}}}
och
{\displaystyle \arg(H)=-\tan ^{-1}{\frac {2k(w/w_{0})}{1-(w/w_{0})^{2}}}}
Enligt figur 1 kan bikvadratiska filter ge upphov till en mer eller mindre uttalad puckel runt brytfrekvensen. Det går att visa att denna hamnar vid
{\displaystyle w=w_{0}{\sqrt {1-2k^{2}}}}
och amplituden hos puckeln är
{\displaystyle |H|_{peak}={\frac {1}{2k{\sqrt {1-k^{2}}}}}}
Ett synkront filter, som alltså består av två RC-nät med samma tidskonstant (eller {\displaystyle w_{0}}) som är kopplade direkt efter varandra, har det normaliserade polynomet
{\displaystyle P(s)=s^{2}+2s+1\ }
och alltså ett Q-värde på 0,5 alternativt en dämpfaktor, k, på 1,0. I figur 1 framgår att ett sådant filter har mindre branthet men är helt utan puckel.
Ett Butterworthfilter har det normaliserade polynomet
{\displaystyle P(s)=s^{2}+{\sqrt {2}}s+1}
och alltså ett Q-värde på 0,707 alternativt en dämpfaktor, k, på 0,707. I figur 1 framgår att ett sådant filter har en högre branthet och gränsar till att ha en puckel, vilket är Butterworthfiltrets kännetecken.
Tyvärr går det inte att direkt applicera denna teori på varken Tjebysjovfilter eller Besselfilter då deras polynom är av annan typ. Dock går det att förstå att om Q-värdet ökas fås instabiliteter i passbandet. Fast dessa är under kontroll vad gäller bikvadratiska filter, då det bara bildas en mer uttalad puckel, så analogin stämmer inte.
Pucklar i frekvensplanet inte är de enda problemet med en liten dämpfaktor. Stegsvaret i tidsplanet får då ringningar, i enlighet med figur 2.

## Exempel
Figur 3 visar en tänkbar realisering av ett andra ordningens filter. Det är ett Sallen and Key-filter. Överföringsfunktionen kan visas vara
{\displaystyle H(s)={\frac {A_{v}}{R_{1}R_{2}C_{1}C_{2}s^{2}+s(C_{2}(R_{1}+R_{2})+R_{1}C_{1}(1-A_{v}))+1}}}
där
{\displaystyle A_{v}=1+R_{b}/R_{a}\ }
Identifiering av koefficienter ger att
{\displaystyle w_{0}={\frac {1}{\sqrt {R_{1}R_{2}C_{1}C_{2}}}}}
och
{\displaystyle Q={\frac {\sqrt {R_{1}R_{2}C_{1}C_{2}}}{R_{1}C_{1}(1-A_{v})+C_{2}(R_{1}+R_{2})}}}
Om {\displaystyle C_{1}=C_{2}=C} och {\displaystyle R1=R2=R} reduceras ovanstående överföringsfunktion till
{\displaystyle H(s)={\frac {A_{v}}{R^{2}C^{2}s^{2}+RCs(3-A_{v})+1}}}
Identifiering av koefficienter ger att
{\displaystyle w_{0}={\frac {1}{RC}}}
samt
{\displaystyle Q={\frac {1}{3-A_{v}}}}
Således går det exempelvis att sätta 
{\displaystyle A_{v}=3-{\sqrt {2}}}
för att få ett Butterworthfilter. Detta fungerar som sagt inte för Tjebysjovfilter eller Besselfilter men däremot för ett godtyckligt bikvadratiskt filter, däribland synkront filter och Butterwortfilter av andra ordningen. Fördelen med synkront filter är att det i detta fall innebär en passbandsförstärkning, {\displaystyle A_{v}}, på ett.